# 도쓰카정 (도쿄부)
도쓰카정(戸塚町)은 도쿄부 도요타마군에 일찍이 존재했던 정이다. 현재의 신주쿠구 북부에 해당한다.

## 역사
- 1889년 5월 1일 - 정촌제 시행에 의해 미나미도시마군 도쓰카촌이 성립하였다.
- 1896년 4월 1일 - 히가시타마군과 합병해 도시마군이 되었다,
- 1914년 1월 1일 - 정으로 승격해 도쓰카정이 되었다.
- 1932년 10월 1일 - 도쿄시에 편입해 소멸하여, 요도바시구의 일부가 되었다.

## 교통

### 철도
- 철도성
  - 야마노테선
- 세이부 철도
  - 무라야마선

## 관련서적
- 戸塚町誌刊行会 『戸塚町誌』 1931年
- 東京市臨時市域擴張部 『豊多摩郡戸塚町現状調査』 1931年